# Bilosirja
Bilosirja (ukrainisch Білозір'я; russisch Белозорье Belosorje, polnisch Białozierze) ist ein Dorf in der zentralukrainischen Oblast Tscherkassy mit etwa 8000 Einwohnern (2022).

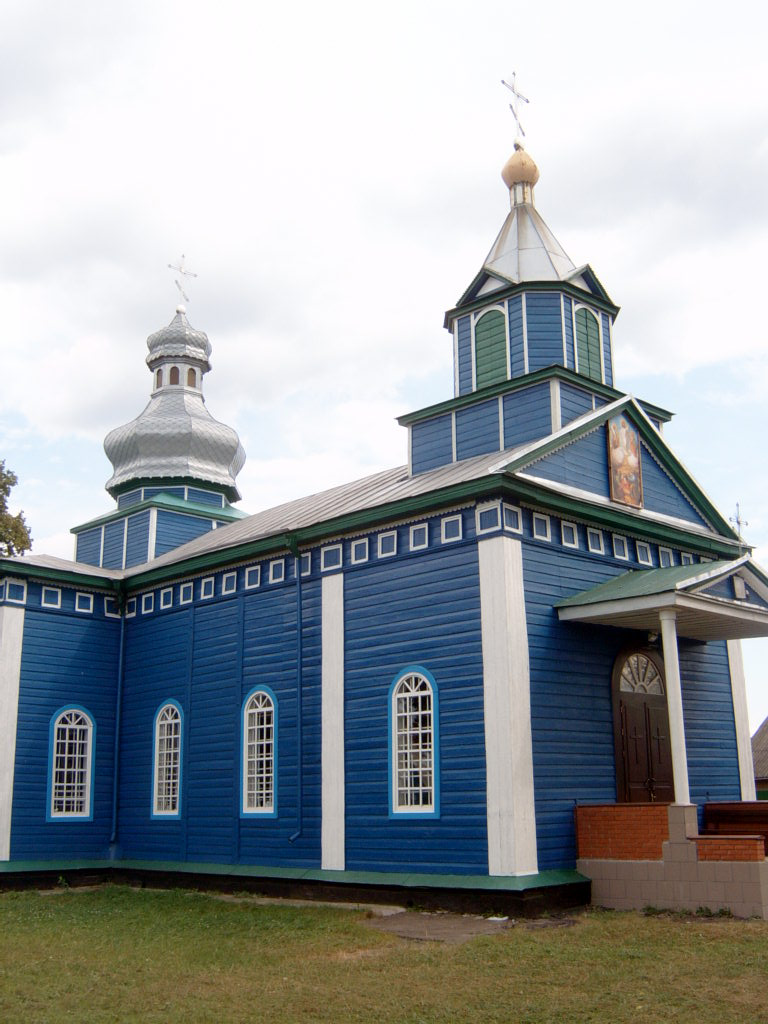
Orthodoxe Kirche im Ort

Bilosirja liegt an der Fernstraße N 16, über die man die Oblasthauptstadt Tscherkassy nach 20 km in nordöstliche Richtung und die Stadt Smila nach 10 km Richtung Süden erreicht.

## Verwaltungsgliederung
Am 26. August 2015 wurde das Dorf zum Zentrum der neugegründeten Landgemeinde Bilosirja (Білозірська сільська громада/Bilosirska silska hromada), zu dieser zählen auch die Siedlung städtischen Typs Irdyn sowie die Ansiedlung Bassy, bis dahin bildete es zusammen mit der Ansiedlung Bassy die gleichnamige Landratsgemeinde Bilosirja (Білозірська сільська рада/Bilosirska silska rada) im Süden des Rajons Tscherkassy.
Folgende Orte sind neben dem Hauptort Bilosirja Teil der Gemeinde:
| Name                     | Name       | Name     |
| ukrainisch transkribiert | ukrainisch | russisch |
| ------------------------ | ---------- | -------- |
| Bassy                    | Баси       | Басы     |
| Irdyn                    | Ірдинь     | Ирдынь   |